# Josefstadt (Wenen)
Josefstadt ([ˈjoːzɛfˌʃtat]ⓘ) is het achtste district van Wenen. Het is ook het kleinste district met een oppervlakte van slechts 1,08 km². In totaal neemt Josefstadt slechts 0,26% van de hele oppervlakte van Wenen in. Het is ook een van de dichtstbebouwde districten.